# 簡可圖

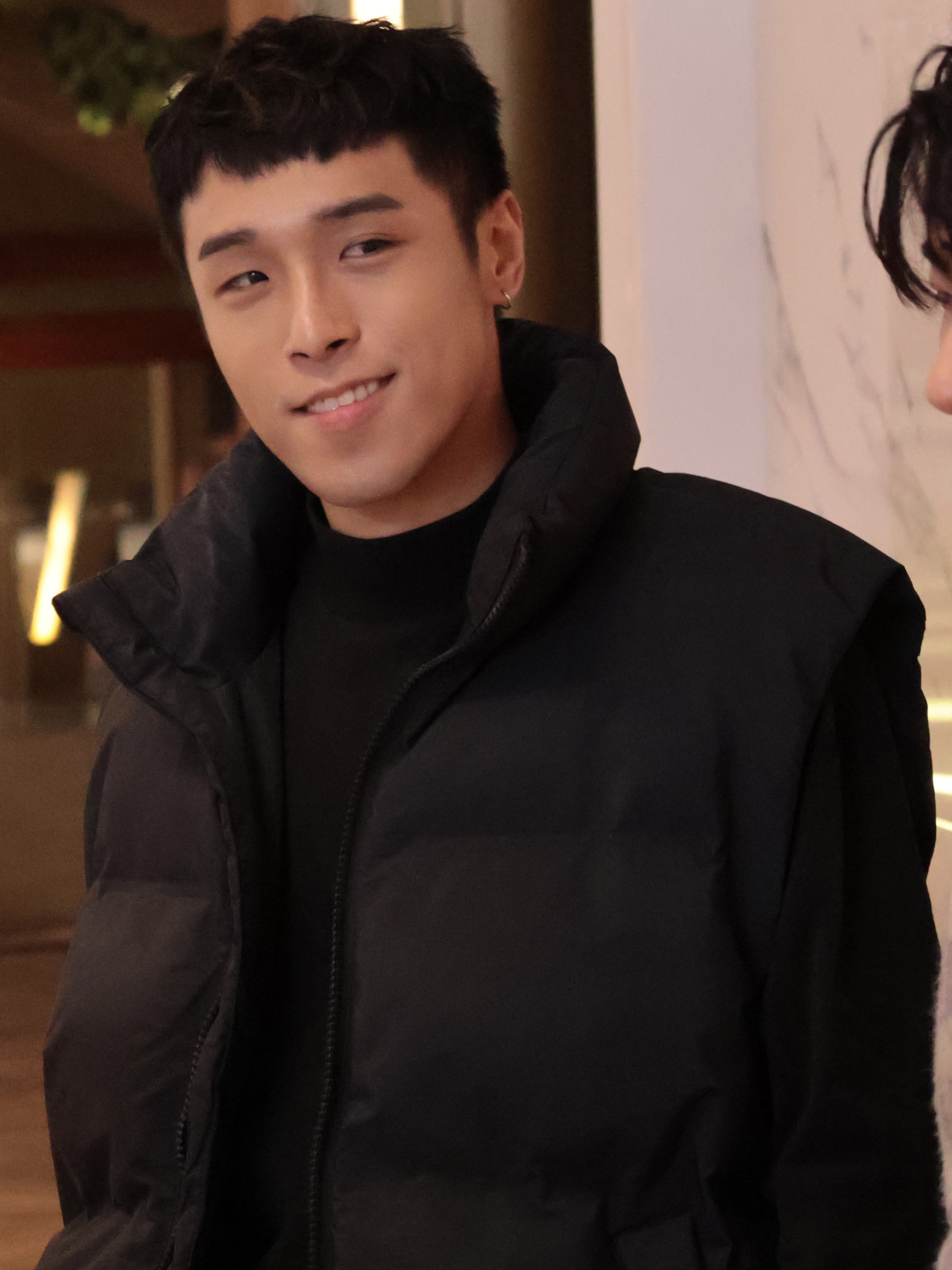
簡可圖

簡可圖（英語：Matthew Kan Ho Tao，2000年1月5日—），於2023年參加ViuTV香港真人選秀節目《全民造星V》，後於99強復活區被陳蕾、陳健安挑選加入紅組 —「蕾安多芬」，並於40強止步。現從事舞者、KOL及演員工作。
2023年加入了《我們的青春日誌》，香港第一個長壽音樂劇的演出，飾演Angus/張Sir。